# Robbie Williams: Live 2025
Britpop Tour è il la quattordicesima tournée del cantante britannico Robbie Williams.
Le date annunciate sono previste per l'estate 2025 in Europa.

## Date del tour
| Data              | Città                | Stato           | Luogo                            | Spettatori |
| Europa            | Europa               | Europa          | Europa                           | Europa     |
| ----------------- | -------------------- | --------------- | -------------------------------- | ---------- |
| 31 maggio 2025    | Edimburgo            | Regno Unito     | Scottish Gas Murrayfield Stadium |            |
| 4 giugno 2025     | Newcastle upon Tyne  | Regno Unito     | Town Moor Park                   |            |
| 6 giugno 2025     | Londra               | Regno Unito     | Emirates Stadium                 |            |
| 7 giugno 2025     | Londra               | Regno Unito     | Emirates Stadium                 |            |
| 10 giugno 2025    | Manchester           | Regno Unito     | Co-op Live Arena                 |            |
| 11 giugno 2025    | Manchester           | Regno Unito     | Co-op Live Arena                 |            |
| 13 giugno 2025    | Bath                 | Regno Unito     | Royal Crescent                   |            |
| 14 giugno 2025    | Bath                 | Regno Unito     | Royal Crescent                   |            |
| 19 giugno 2025    | Copenaghen           | Danimarca       | Parken Stadion                   |            |
| 22 giugno 2025    | Amsterdam            | Paesi Bassi     | Johan Cruijff Arena              |            |
| 23 giugno 2025    | Amsterdam            | Paesi Bassi     | Johan Cruijff Arena              |            |
| 25 giugno 2025    | Gelsenkirchen        | Germania        | Veltins Arena                    |            |
| 28 giugno 2025    | Werchter             | Belgio          | Werchter Park                    |            |
| 30 giugno 2025    | Hannover             | Germania        | Heinz von Heiden Arena           |            |
| 2 luglio 2025     | Nanterre             | Francia         | La Défense Arena                 |            |
| 5 luglio 2025     | Barcellona           | Spagna          | RCDE Stadium                     |            |
| 9 luglio 2025     | Lipsia               | Germania        | Red Bull Arena                   |            |
| 12 luglio 2025    | Vienna               | Austria         | Ernst Happel Stadion             |            |
| 17 luglio 2025    | Trieste              | Italia          | Stadio Nereo Rocco               |            |
| 21 luglio 2025    | Berlino              | Germania        | Waldbühne                        |            |
| 22 luglio 2025    | Berlino              | Germania        | Waldbühne                        |            |
| 26 luglio 2025    | Monaco di Baviera    | Germania        | Olympiastadion                   |            |
| 1 agosto 2025     | Kaunas               | Lituania        | Darius and Girėnas Stadium       |            |
| 3 agosto 2025     | Riga                 | Lettonia        | Mežaparks                        |            |
| 7 agosto 2025     | Stoccolma            | Svezia          | Stockholm Stadion                |            |
| 10 agosto 2025    | Francoforte sul Meno | Germania        | Deutsche Bank Park               |            |
| 13 agosto 2025    | Stavanger            | Norvegia        | Forus Trabvane                   |            |
| 16 agosto 2025    | Trondheim            | Norvegia        | Granåsen Arena                   |            |
| 23 agosto 2025    | Dublino              | Irlanda         | Croke Park                       |            |
| 7 settembre 2025  | Praga                | Repubblica Ceca | O2 Arena                         |            |
| 9 settembre 2025  | Cracovia             | Polonia         | Tauron Arena                     |            |
| 12 settembre 2025 | Budapest             | Ungheria        | MVM Dome                         |            |
| 20 settembre 2025 | Helsinki             | Finlandia       | Olympiastadion                   |            |
| 28 settembre 2025 | Sofia                | Bulgaria        | Vasil Levski Stadion             |            |
| 2 ottobre 2025    | Atene                | Grecia          | Panathinaik Stadium              |            |
| 7 ottobre 2025    | Istanbul             | Turchia         | Festival Park Yenikapı           |            |
| 14 ottobre 2025   | Klagenfurt           | Austria         | Wörthersee Stadion               |            |
|                   |                      |                 |                                  |            |
|                   |                      |                 |                                  |            |
|                   |                      |                 |                                  |            |
|                   |                      |                 |                                  |            |
|                   |                      |                 |                                  |            |
|                   |                      |                 |                                  |            |
|                   |                      |                 |                                  |            |
|                   |                      |                 |                                  |            |
|                   |                      |                 |                                  |            |
|                   |                      |                 |                                  |            |
|                   |                      |                 |                                  |            |
|                   |                      |                 |                                  |            |
|                   |                      |                 |                                  |            |
|                   |                      |                 |                                  |            |

### Cancellazioni e modifiche
| Data | Città | Stato | Luogo | Causa |
| ---- | ----- | ----- | ----- | ----- |
|      |       |       |       |       |